# Черкаський Олександр Ісакович
Олекса́ндр Черка́ський (відомий у світі як Шура Черкаський; англ. Shura Cherkassky, Олександр Ісаакович Черкаський; 7 жовтня 1909, Одеса — 27 січня 1995, Лондон, Велика Британія) — американський і британський піаніст єврейсько-українського походження.

## Біографія
Народився в Одесі. Потім його сім'я емігрувала в США. Свої перші уроки музики він отримав в родині від матері Лідії Черкаської (уроджена Шлеменсон), яка була піаністкою і грала в Санкт-Петербурзі, викладала музику. Серед її учнів — піаніст Раймонд Левенталь.
У США Олександр Черкаський продовжив заняття музикою в Кертісовому інституті музики, де навчався у Йосифа Гофмана до 1935 року. Матеріальну підтримку юнакові надав Сергій Рахманінов. Після навчання Черкаський здійснив свою мрію про навколосвітню подорож, відвідавши Австралію, Нову Зеландію, Далекий Схід, Європу і СРСР.
У 1940-х рр. приїжджає до Каліфорнії. Працює в Голлівуд-боулі з такими диригентами, як сер Джон Барбіроллі й Леопольд Стоковський. У 1946 році одружується з Євгенією Бланк, з якою розлучається 1948-го. У 1946 році здобуває великий успіх у Гамбурзі, граючи Рахманінова під керуванням Ганса Шмідта-Іссерштедта.
Черкаський виступав у найбільших концертних залах Європи зі всесвітньовідомими оркестрами й диригентами — Консертгебау в Амстердамі, Зала Геркулеса в Мюнхені, Берлінська філармонія, Музікферайн у Відні, Театр Єлисейських Полів у Парижі, у Санторі-холі в Токіо.
У 1950-х оселився в Лондоні, де помер у 1995 році. Похований на Гайґейтському цвинтарі в Лондоні.